# Torneo de Dubái 2008
El Torneo de Dubái 2008 fue un evento de la serie International Series Gold del ATP Tour 2008 y un torneo Tier II de la WTA Tour 2008. Ambos torneos se disputaron en Dubái, Emiratos Árabes Unidos, disputándose el torneo femenino desde el 25 de febrero hasta el 1 de marzo, mientras que el torneo masculino se llevó a cabo desde el 3 de marzo hasta el 8 de marzo. Entre ambos torneos se repartió un total de 1,5 millones de dólares en premios.
El cuadro femenino estaba encabezado por la número 1 del mundo Justine Henin, la número 3 del mundo Svetlana Kuznetsova, y la finalista del Abierto de Australia 2008, Jelena Janković. Seis de las diez primeras tenistas jugaron este torneo.
En el cuadro masculino se encontraban el número 1 del mundo Roger Federer, el triple campeón de Roland Garros, Rafael Nadal y el ganador del Abierto de Australia 2008 Novak Djokovic.

## Campeones

### Individuales Masculino
Andy Roddick venció a  Feliciano López, 6–7(8), 6–4, 6–2

### Individuales Femenino
Elena Dementieva venció a  Svetlana Kuznetsova, 4–6, 6–3, 6–2

### Dobles Masculino
Mahesh Bhupathi /  Mark Knowles vencieron a  Martin Damm /  Pavel Vízner, 7–5, 7–6(7)

### Dobles Femenino
Cara Black /  Liezel Huber vencen a  Yan Zi /  Zheng Jie, 7–5, 6–2